# قوانین پرواز پرندگان

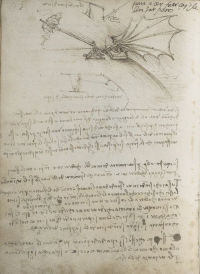
طرحی از یک ماشین پرنده در قوانین پرواز پرندگان

قوانین پرواز پرندگان (به انگلیسی: Codex on the Flight of Birds) کتابی نسبتاً کوتاه می‌باشد که در حدود سال ۱۵۰۵ به وسیلهٔ لئوناردو دا وینچی نگارشته شد. این کتاب که شامل ۱۸ رساله می‌شود، به ابعاد ۲۱ در ۱۵ سانتی‌متری می‌باشد. قوانین پرواز پرندگان هم‌اکنون در کتابخانه رئال تورین، ایتالیا نگه‌داری می‌شود. کتاب با بررسی رفتار پرواز پرندگان آغاز شده و در نهایت مکانیزم‌هایی را برای پرواز پیشنهاد می‌کند. لئوناردو چندین عدد از این ماشین‌ها را ساخته و تلاش کرده بود تا از تپه‌ای در نزدیکی فلورانس پرواز کند؛ که البته شکست می‌خورد.
داوینچی برای اولین بار در این کتاب، یادداشت می‌کند که مرکز جرم پرندگان، مرکز فشار آن‌ها نیست.